# Phomopsis hyperici
Phomopsis hyperici är en svampart som beskrevs av Grove 1922. Phomopsis hyperici ingår i släktet Phomopsis och familjen Diaporthaceae.   Inga underarter finns listade i Catalogue of Life.